# بيرني بولاند
بيرني بولاند (بالإنجليزية: Bernie Boland)‏ هو لاعب كرة قاعدة أمريكي، ولد في 21 يناير 1892 في روتشستر في الولايات المتحدة، وتوفي في 12 سبتمبر 1973 في ديترويت في الولايات المتحدة.

## وصلات خارجية
- بيرني بولاند على موقعبيزبول رفرنس.كوم (الدوري الرئيسي) (الإنجليزية)
- بيرني بولاند على موقعبيزبول رفرنس.كوم (الدوري الثانوي) (الإنجليزية)